# Microtropesa flavitarsis
Microtropesa flavitarsis är en tvåvingeart som beskrevs av Malloch 1929. Microtropesa flavitarsis ingår i släktet Microtropesa och familjen parasitflugor. Inga underarter finns listade i Catalogue of Life.